# Deutsche Fußballmeisterschaft der B-Junioren 1981/82
Die deutsche B-Jugendmeisterschaft 1982 war die 6. Auflage dieses Wettbewerbes. Meister wurde die SG Wattenscheid 09, die im Finale Eintracht Frankfurt mit 3:1 besiegte.

## Teilnehmende Mannschaften
An der B-Jugendmeisterschaft nahmen die 16 Landesverbandsmeister teil.
| Regionalverband Nord | Regionalverband West                                                                              | Regionalverband Südwest                                                         | Regionalverband Süd | Berlin                            |
| --- | ------------------------------------------------------------------------------------------------- | ------------------------------------------------------------------------------- | --- | --------------------------------- |
| - Schleswig-Holstein: VfR Neumünster - Hamburg: SC Concordia Hamburg - Bremen: OT Bremen - Niedersachsen: SV Arminia Hannover | - Westfalen: SG Wattenscheid 09 - Mittelrhein: 1. FC Köln - Niederrhein: Borussia Mönchengladbach | - Rheinland: TuS Koblenz - Südwest: 1. FC Kaiserslautern - Saarland: FC Ensdorf | - Hessen: Eintracht Frankfurt - Baden: SV Waldhof Mannheim - Südbaden: SV Weil - Württemberg: VfB Stuttgart - Bayern: 1. FC Nürnberg | - Berlin: FC Hertha 03 Zehlendorf |

## Achtelfinale
Hinspiele: Sa/So 05./06.06. Rückspiele: So 13.06.
|                          | Gesamt |                         | Hinspiel | Rückspiel |
| ------------------------ | ------ | ----------------------- | -------- | --------- |
| Gruppe Nord-West:        |        |                         |          |           |
| Borussia Mönchengladbach | 4:6    | SC Concordia Hamburg    | 3:4      | 1:2       |
| OT Bremen                | 2:9    | 1. FC Köln              | 2:2      | 0:7       |
| SG Wattenscheid 09       | 5:4    | FC Hertha 03 Zehlendorf | 3:1      | 2:3       |
| VfR Neumünster           | 2:1    | SV Arminia Hannover     | 2:1      | 0:0       |
| Gruppe Süd-Südwest:      |        |                         |          |           |
| SV Weil                  | 00:10  | Eintracht Frankfurt     | 0:3      | 0:7       |
| FC Ensdorf               | 3:5    | SV Waldhof Mannheim     | 0:3      | 3:2       |
| 1. FC Kaiserslautern     | 4:3    | VfB Stuttgart           | 4:2      | 0:1       |
| 1. FC Nürnberg           | 7:0    | TuS Koblenz             | 3:0      | 4:0       |

## Viertelfinale
Hinspiele: Sa/So 19./20.06. Rückspiele: So 27.06.
|                      | Gesamt          |                     | Hinspiel | Rückspiel |
| -------------------- | --------------- | ------------------- | -------- | --------- |
| Gruppe Nord-West:    |                 |                     |          |           |
| SC Concordia Hamburg | 4:4 (5:3 i. E.) | 1. FC Köln          | 3:3      | 1:1       |
| SG Wattenscheid 09   | 9:2             | VfR Neumünster      | 3:2      | 6:0       |
| Gruppe Süd-Südwest:  |                 |                     |          |           |
| Eintracht Frankfurt  | 8:4             | SV Waldhof Mannheim | 3:0      | 5:4       |
| 1. FC Kaiserslautern | 4:0             | 1. FC Nürnberg      | 3:0      | 1:0       |

## Halbfinale
Hinspiele: Sa/So 03./04.07. Rückspiele: Sa/So 10./11.07.
|                      | Gesamt |                      | Hinspiel | Rückspiel |
| -------------------- | ------ | -------------------- | -------- | --------- |
| Gruppe Nord-West:    |        |                      |          |           |
| SC Concordia Hamburg | 1:8    | SG Wattenscheid 09   | 1:2      | 0:6       |
| Gruppe Süd-Südwest:  |        |                      |          |           |
| Eintracht Frankfurt  | 3:0    | 1. FC Kaiserslautern | 0:0      | 3:0       |

## Finale
| SG Wattenscheid 09                                                     | SG Wattenscheid 09 | Eintracht Frankfurt | Eintracht Frankfurt |
| ---------------------------------------------------------------------- | --- | --- | ------------------- |
| SG Wattenscheid 09                                                     | \| Sonntag, 18. Juli 1982 um 11:00 Uhr in Wattenscheid (Lohrheidestadion) \| \| Ergebnis: 3:1 (2:1) \| \| Zuschauer: 6.500 \| \| Schiedsrichter: Dieter Stäglich (Bonn) \|                                                                                   | \| Sonntag, 18. Juli 1982 um 11:00 Uhr in Wattenscheid (Lohrheidestadion) \| \| Ergebnis: 3:1 (2:1) \| \| Zuschauer: 6.500 \| \| Schiedsrichter: Dieter Stäglich (Bonn) \|                                                                                    | Eintracht Frankfurt |
| SG Wattenscheid 09                                                     | Thorsten Hildebrand – Michael Skibbe – Stephan Zander, Christoph Appel, Andreas Heinke – Martin Löring (65. Michael Drews), Holger Schmies, Meriç Yavuz (72. Martin Linnemann), Dirk Kontny – Thomas Schmidt, Dirk Hilligloh Cheftrainer: Heinz-Jürgen Busch | Michael Steller – Bernhard Trares – Robert Heide, Alexander Conrad (54. Thorsten Dembowski), Oliver Martin – Achim Völker (46. Bernd Huppert), Holger Kipper, Manfred Binz , Kai Schumacher – Mathias Hrachovec, Thomas Kaiser Cheftrainer: Albrecht Turowski | Eintracht Frankfurt |
| SG Wattenscheid 09                                                     | 1:0 Michael Skibbe (5.) 2:1 Michael Skibbe (35.) 3:1 Dirk Kontny (68.) | 1:1 Achim Völker (25.) | Eintracht Frankfurt |
| SG Wattenscheid 09                                                     | Zander | Conrad | Eintracht Frankfurt |
| SG Wattenscheid 09                                                     | Binz | | Eintracht Frankfurt |
| Sonntag, 18. Juli 1982 um 11:00 Uhr in Wattenscheid (Lohrheidestadion) | | |                     |
| Ergebnis: 3:1 (2:1)                                                    | | |                     |
| Zuschauer: 6.500                                                       | | |                     |
| Schiedsrichter: Dieter Stäglich (Bonn)                                 | | |                     |